# Kenji (Vorname)
Kenji ist ein japanischer männlicher Vorname. Die deutsche Bedeutung ist starker zweiter Sohn.

## Verbreitung
Der Name wurde in Deutschland in den Jahren 2010 bis 2022 etwa 120 Mal vergeben. In Österreich und der Schweiz kommt er hingegen recht selten vor. In England ist Kenji nur mäßig beliebt, er wurde dort zwischen 1996 und 2021 rund 120 Mal in der Namensgebung verwendet.
Außerdem ist seine Vergabe in Belgien, Frankreich, den Niederlanden und den USA sowie Dänemark, Schottland und Kanada belegt.

## Namensträger
- Doihara Kenji (1883–1948), japanischer Spion
- Kenji Fujimoto (* 1947), japanischer Koch
- Hatanaka Kenji (1912–1945), japanischer Major
- Kenji Hirata (* 1944), japanischer Politiker
- Imai Kenji (1895–1987), japanischer Architekt und Hochschullehrer
- Kenji Inoue (* 1976), japanischer Ringer
- Kenji Ishihara (* 1934), japanischer Geotechniker
- Kenji Itami (* 1988), japanischer Radrennfahrer
- Kenji Kawai (* 1957), japanischer Komponist
- Kenji Kimihara (* 1941), japanischer Langstreckenläufer
- Dennis-Kenji Kipker (* 1987), deutsch-japanischer Professor
- Kenji Kurosaki (* 1930), japanischer Kampfkünstler
- Miyazawa Kenji (1896–1933), japanischer Dichter
- Kenji Miyamoto (* 1978), japanischer Eiskunstläufer
- Mizoguchi Kenji (1898–1956), japanischer Regisseur
- Kenji Nagai (1957–2007), japanischer Reporter
- Kenji Nakagami (1946–1992), japanischer Schriftsteller
- Kenji Ogiwara (* 1969), japanischer Nordischer Kombinierer und Politiker
- Kenji Ōnuma (* 1931), japanischer Gewichtheber und Bodybuilder
- Kenji Sahara (* 1932), japanischer Schauspieler
- Kenji Shibuya (1921–2010), US-amerikanischer Wrestler
- Kenji Shimizu (Kampfsportler) (* 1940), japanischer Kampfsportler
- Kenji Suda (* 1966), japanischer Skispringer
- Tomiki Kenji (1900–1979), japanischer Aikidoka
- Kenji Tsuruta (* 1961), japanischer Mangazeichner
- Kenji Uematsu (* 1976), spanischer Judoka
- Kenji Yamaoka (* 1943), japanischer Politiker
- Kenji Yanobe (* 1965), japanischer Künstler